# I Love You, Man
I Love You, Man és una pel·lícula dirigida per John Hamburg i protagonitzada per Paul Rudd, Rashida Jones i Sarah Burns, estrenada el març de 2009.

## Argument
Peter Klaven (Paul Rudd), un reeixit agent immobiliari, el futur econòmic del qual depèn de la comissió que tregui per vendre una gran mansió de l'actor Lou Ferrigno. Peter 
acaba de comprometre's amb Zooey (Rashida Jones), la dona dels seus somnis, però se sent malament perquè s'adona que no té una gran amistat amb ningú del sexe masculí per fer de padrí de casament. Prova amb amics del seu germà gai, Robbie (Andy Samberg), amb resultats còmics però previsibles. Després de fracassar en les cites amb els homes heterosexuals, coneix un home anomenada Sydney Fife. Però mentre més creix l'amistat entre ells, la relació de Peter i Zooey sofreix fins que ell es veu obligat a escollir.

## Repartiment
- Paul Rudd - Peter Klaven
- Jason Segel - Sydney Fife
- Rashida Jones - Zooey Rice
- Jaime Pressly - Denise
- Jane Curtin - Joyce Klaven
- Andy Samberg - Robbie Klaven
- J. K. Simmons - Oswald Klaven
- Jon Favreau - Barry Mclean
- Sarah Burns - Hailey
- Rob Huebel - Tevin Downey
- Aziz Ansari - Eugene
- Thomas Lennon - Doug Evans
- Lou Ferrigno – Ell mateix